# Domingos Gomes Loureiro
Domingos Gomes Loureiro (Lisboa) foi o patriarca de uma grande família de negociantes portugueses (os Gomes Loureiro), envolvidos com o comércio brasileiro.

## Biografia
Gomes Loureira era filho de Domingos Gomes Loureiro (seu homônimo) e Helena Marques, teria nascido em Lisboa. Sobre o seu pai, sabe-se que era habilitado para o santo ofício. Ele teria se casado em 1781 com Ana Joaquina de Loureiro. Com ela teve doze filhos. Desses doze, Antônio Gomes Loureiro, Thomas Loureiro e João Loureiro aparecem com frequência junto ao pai em ações comerciais. Todavia, o seu filho que teve mais sucesso foi o José Jorge Loureiro (1791 - 1860). Tendo ganhado prestígio na área militar ele acabou se tornando Ministro dos Negócios de Guerra.
Por suas contribuições a economica portuguesa ele recebeu a Ordem de Cristo.
Era membro da Irmandande do Santíssimo Sacramento da Igreja de Nossa Senhora da Encarnação.

## Negócios
Sabe-se que estava envolvido no comércio com a Ásia desde do comércio do séc. XIX. Era o proprietário, junto a seus filhos, do navio Rainha dos Anjos e do São José Americano. Primeiramente, as embarcações faziam a rota de Lisboa, ao Brasil, para a Ásia.
Porém, por conta da maioria de seus investimentos serem no Brasil: em Pernambuco, na Bahia e no Rio de Janeiro, em 1808 ele mandou o seu filho para solo brasileiro. Seu filho prepara o domicílio, instala a casa comercial Domingos Gomes Loureiro e filhos, e em 1810 toda a família já residia no Rio de Janeiro.
Nesse sentido, se a rota anteriormente era Lisboa - Brasil - Ásia, agora Lisboa estava recortada da equação final. De 1808 a 1810, aparece negociando prioritariamente têxteis indianos. A partir de 1812 aparece transportando o tabaco baiano para Goa. Alguns autores afirmam que Gomes Loureiro era o principal comerciante da erva. Além disso, em outro documento de 1812 ele é descrito transportando ferro e vinho.
Nos anos subsequentes o comércio com Pernambuco e com Benguela também passou a ser constante. Também tinha outros negócios. Por meio de um documento de 1813, sabe-se que havia uma manufatura de meias de algodão no Rio de Janeiro e uma fábrica de cordas em Salvador. Continuando no mesmo ramo industrial, em 1816 ele adquiriu 8 ações da Fábrica de Fiação de Tomar, pelo valor de 24 contos de réis. Inclusive, a fábrica permaneceu em propriedade da família até 1873.
Ademais, era membro de sociedades e companhias. Chegou a presidir, em 1805, a Companhia Tranquilidade Recíproca. E também foi sócio da Sociedade Ribeiro e Hubens, porém ela não durou muito e foi extinta.